# IC 2738
IC 2738 је лентикуларна галаксија у сазвјежђу Велики медвјед која се налази на листи објеката дубоког неба у Индекс каталогу.
Деклинација објекта је + 34° 21' 26" а ректасцензија 11h 21m 23,0s. Привидна величина (магнитуда) објекта IC 2738 износи 14,7 а фотографска магнитуда 15,6. IC 2738 је још познат и под ознакама MCG 6-25-49, CGCG 185-42, NPM1G +34.0217, PGC 34797.